# 李圣琴
李圣琴（1997年10月17日—），朝鲜女子举重运动员，2014年夏季青年奥运会女子48公斤级银牌得主、2018年亚洲运动会女子48公斤级金牌得主、2019年世界举重锦标赛女子49公斤级铜牌得主。